# 킬 위드 미
《킬 위드 미》(영어: Untraceable)는 미국에서 제작된 그레고리 호블릿 감독의 2008년 심리 스릴러 영화이다. 다이앤 레인, 빌리 버크, 콜린 행크스, 조지프 크로스 등이 출연하였고, 스티븐 펄 등이 제작에 참여하였다.
스크린 젬스에 의해 배급되었으며 미국에서 2008년 1월 25일 개봉하였다.

## 줄거리
오리건주 포틀랜드 연방수사국(FBI) 사이버 범죄 분과에서 일하는 특수 요원 제니퍼는 킬 위드 미라는 이름의 웹사이트에서 범행을 스트리밍 생중계하며 방문자 수가 증가할수록 살인 속도에 박차를 가하는 얼굴 없는 연쇄 살인범을 상대하게 된다.
당국은 대중에게 웹사이트 방문을 억제할 것을 촉구하지만 이는 스트라이샌드 효과를 낳을 뿐이며, 홈페이지를 폐쇄하려고 시도하면 바로 미러 사이트가 생성된다. 피해자가 늘어나고 수사가 진행되면서 제니퍼는 피해자들이 한 전문 대학 강사의 자살 보도와 관련이 있다는 것을 알게 된다.

## 출연진
- 다이앤 레인
- 빌리 버크
- 콜린 행크스
- 조지프 크로스
- 메리 베스 허트
- 피터 루이스
- 타이론 지오다노
- 펄라 헤이니자딘
- 팀 더잔
- 크리스토퍼 커즌스
- 제시 타일러 퍼거슨

## 기타 제작진
- 협력 제작: 세라 플랫
- 총괄 제작: 리처드 S. 라이트
- 배역: 데버라 어퀼라, 제니퍼 L. 스미스, 트리샤 우드
- 미술: 폴 이즈
- 시각 효과 감독: 대니 S. 김